# داودخانی
داودخانی یکی از روستاهای استان اردبیل است که در بخش مرکزی شهرستان خلخال واقع شده‌است. به دلیل نبود امکانات بیشتر اهالی این روستا به شهر خلخال مهاجرت کرده‌اند.